# Vuotnersjön
Vuotnersjön är en sjö i Arvidsjaurs kommun i Lappland och ingår i Åbyälvens huvudavrinningsområde. Sjön har en area på 6,26 kvadratkilometer och ligger 350,5 meter över havet. Sjön avvattnas av vattendraget Åbyälven.

## Delavrinningsområde
Vuotnersjön ingår i det delavrinningsområde (728893-167924) som SMHI kallar för Utloppet av Vuotnersjön. Medelhöjden är 368 meter över havet och ytan är 26,91 kvadratkilometer. Räknas de 15 avrinningsområdena uppströms in blir den ackumulerade arean 270,02 kvadratkilometer. Avrinningsområdets utflöde Åbyälven mynnar i havet. Avrinningsområdet består mestadels av skog (37 procent) och sankmarker (29 procent). Avrinningsområdet har 6,62 kvadratkilometer vattenytor vilket ger det en sjöprocent på 24,6 procent.